# Sorghum miliaceum
Sorghum miliaceum là một loài thực vật có hoa trong họ Hòa thảo. Loài này được (Roxb.) Snowden miêu tả khoa học đầu tiên năm 1955.